# Shepard Stone

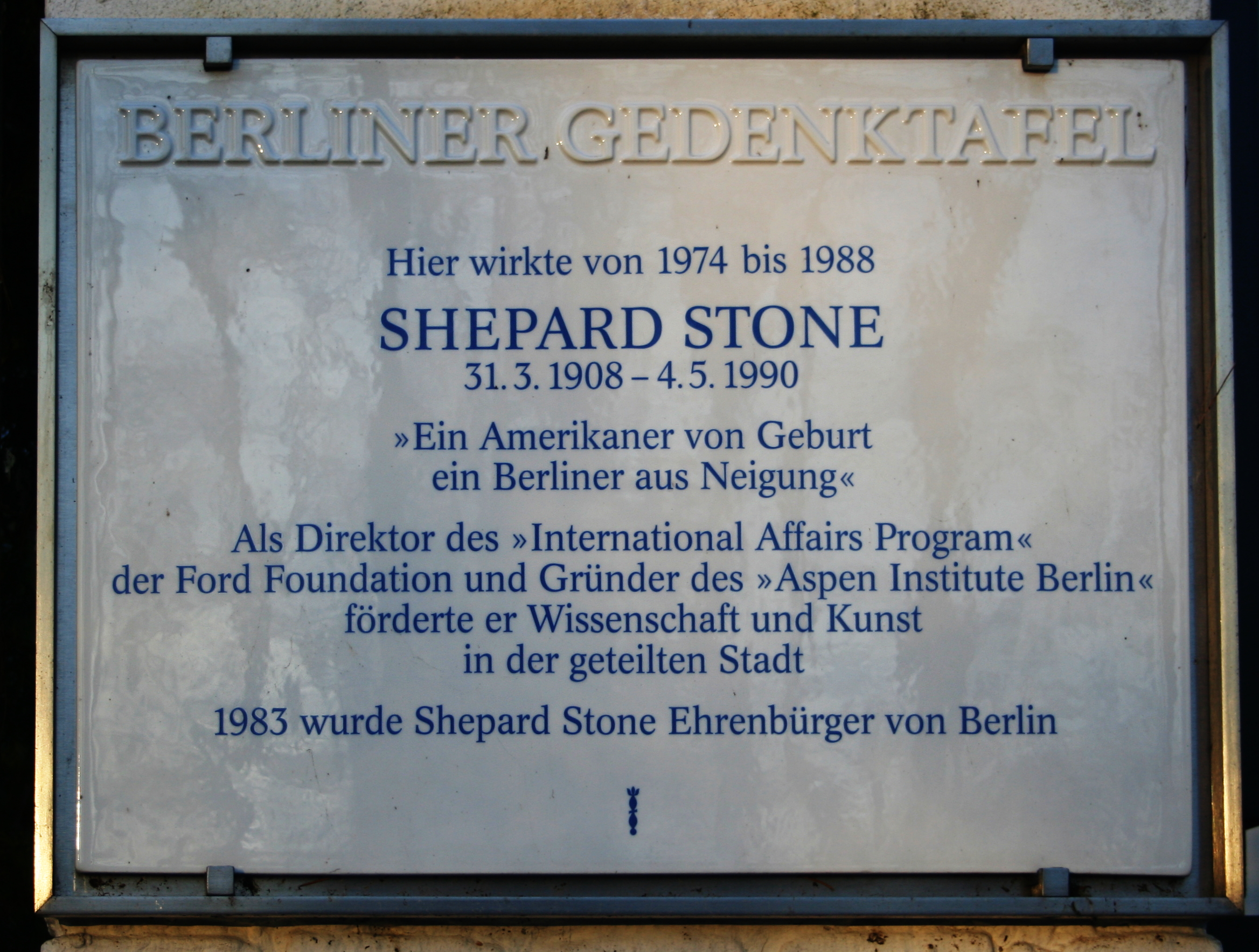
Gedenktafel für Shepard Stone am Aspen-Institut auf Schwanenwerder (Inselstraße 10)

Shepard „Shep“ Arthur Stone (* 31. März 1908 in Nashua, New Hampshire als Shepard Arthur Cohen; † 4. Mai 1990 in der Nähe von White River Junction, Vermont) war ein US-amerikanischer Journalist, Historiker, Diplomat und Gründer des Berliner Aspen-Instituts, dessen Leiter er von 1974 bis 1988 war. Für seine Verdienste um die deutsch-amerikanische Freundschaft und die Förderung Berlins wurde ihm am 24. März 1983 die Ehrenbürgerschaft der Stadt verliehen.

## Leben und Wirken

### Bildung und Journalismus
Shepard Stone war der Sohn jüdischer Einwanderer aus Litauen. Nach dem Abschluss an der Nashua High School folgte er dem Beispiel seines älteren Bruders und ließ seinen Nachnamen von Cohen auf Stone ändern, studierte dann am Dartmouth College in New Hampshire und anschließend an den Universitäten Heidelberg und Berlin Staatswissenschaften und Geschichte. Bei dem Historiker Hermann Oncken verfasste Stone seine Arbeit über die deutsch-polnischen Beziehungen und wurde damit Ende 1932 zum Doktor der Philosophie promoviert.
Am 15. August 1933 heiratete er Charlotte Hasenclever-Jaffé und kehrte noch im selben Jahr in die USA zurück. Dort arbeitete Stone bis 1942 als politischer Publizist und war von 1934 bis 1935 außerdem Reporter der New York Times, anschließend bis 1942 gar stellvertretender Chefredakteur der Sonntagsausgabe. In den elf Jahren bei der New York Times war Shepard Stone oft in osteuropäischen Ländern unterwegs.

### Aufbau des Zeitungswesens
Stone kehrte 1944 als Freiwilliger des ersten amerikanischen Vorkommandos, das am 6. Juni 1944 in der Normandie landete, nach Deutschland zurück. Er stieß mit der amerikanischen Armee bis nach Torgau vor und war dabei, als das Konzentrationslager Buchenwald befreit wurde. Shepard Stone beriet nach Kriegsende bis 1946 die amerikanischen Besatzungsbehörden beim Wiederaufbau des Zeitungswesens. Als er im Range eines Oberstleutnants aus der Armee entlassen wurde, nahm er 1946 seine frühere Tätigkeit als zweiter Chefredakteur der Sonntagsausgabe der New York Times wieder auf.
Doch schon Anfang November 1949 wurde Stone zum Stellvertreter des Sonderberaters für öffentliche Angelegenheiten und Informationswesen beim amerikanischen Hochkommissar in Deutschland ernannt. Er ersetzte anschließend ab September 1950 bis Ende Juli 1952 den Sonderberater Ralph Nicholson als Leiter dieses Amtes. Stone war damit zuständig für die Medien, aber ebenso für die Bereiche Kultur und Wissenschaft. Er bemühte sich um den Aufbau einer demokratischen Presse im Nachkriegsdeutschland, indem er Verleger und Journalisten beim Erschließen von Geldquellen unterstützte und verschiedene Austauschprogramme förderte.

### Ford Foundation, Congress for Cultural Freedom, IACF und die CIA-Enthüllungen
Nach dem Ende seiner Amtszeit kehrte Stone 1952 nach Amerika zurück. Ein Jahr später wurde er in den Stab der Ford Foundation aufgenommen und war von 1954 bis 1968 Direktor der dortigen Abteilung für internationale Angelegenheiten. In dieser Zeit trat Shepard Stone besonders als Förderer West-Berlins auf: Er vermittelte Millionenspenden für den Ausbau der Freien Universität Berlin, für die Deutsche Oper und für verschiedene wissenschaftliche Institute wie das John-F.-Kennedy- und das Osteuropa-Institut.
Shepard Stone war Förderer des Congress for Cultural Freedom (CCF) durch seine Tätigkeit bei der Ford Foundation. Anfang der sechziger Jahre wurde bekannt, dass die finanzielle Grundausstattung des CCF auf dem Umweg über die Ford-Stiftung von der CIA kam. Als die Geschichte des Congress for Cultural Freedom (CCF) 1967 endete, wurde Shepard Stone der Präsident der Nachfolgeorganisation International Association for Cultural Freedom (IACF). Ihr Einfluss war jedoch wesentlich geringer.

### Aspen-Institut
Im Oktober 1974 kehrte Stone ein viertes Mal nach Deutschland zurück und blieb dieses Mal für 14 Jahre. Als Direktor des neugegründeten Berliner Aspen-Instituts auf der Insel Schwanenwerder, der einzigen europäischen Filiale des Aspen-Instituts für humanistische Beziehungen in Aspen, dessen Kuratorium er auch angehörte, ging er seiner Lebensaufgabe nach: Wissenschaftlern aus aller Welt ermöglichte Shepard Stone den internationalen Austausch und Forschungsprojekte in über 270 internationalen Tagungen und Seminaren, die das Institut unter seiner Leitung durchführte.
Im Jahr 1983 wurde aufgrund der Initiative von Shepard Stone das McCloy Academic Scholarship Program für herausragende deutsche Studentinnen und Studenten an der Kennedy School of Government der Harvard University gegründet.
Im März 1988 übergab er die Geschäfte des Berliner Aspen-Instituts an David Anderson. Die im selben Monat gegründete und mit zweieinhalb Millionen Mark dotierte Shepard Stone Stiftung sicherte den Bestand des Instituts, dessen Kuratorium Stone weiterhin als Ehrenmitglied angehörte. Die Freie Universität Berlin richtete eine Shepard-Stone-Gastprofessur ein, auf die Persönlichkeiten berufen werden sollen, die sich um die Entwicklung der Universität und den Ausbau ihrer internationalen Beziehungen bemüht haben.
Zusätzlich zu diesen Tätigkeiten war Stone Mitglied des Lenkungsausschusses der Bilderberg-Konferenz.
Am 4. Mai 1990 erlitt Shepard Stone am Steuer seines Wagens auf dem Weg zu einer Konferenz am Dartmouth College einen Herzinfarkt, an dessen Folgen er starb.

## Schriften
- Deutsch-polnische Beziehungen 1918–1932. Ebering, Berlin 1933 (zugleich: phil. Diss., Berlin, Universität, 1932).